# 370-й гвардейский самоходно-артиллерийский полк
370-й гвардейский самоходно-артиллерийский Рижский ордена Красной Звезды полк — воинская часть Вооружённых сил СССР в Великой Отечественной войне

## История
Полк формировался с 19 января 1944 года в Московском военном округе, в посёлке Мамонтовка Пушкинского района Московской области. Личный состав полка с техникой прибыл в январе 1944 года из Кирова, из 32-го учебного танкового полка.
В составе действующей армии с 12 июня 1944 по 21 февраля 1945 года.
На вооружении полка находились самоходные артиллерийские установки СУ-76.
Вошёл в состав 98-й гвардейской стрелковой дивизии.
11 июня 1944 года разгрузился на станции Оять.
С 21 июня 1944 года участвует в Свирско-Петрозаводской операции. Был выведен на берег реки Свирь для стрельбы прямой наводкой по целям, обнаружившим себя после артиллерийской подготовки. Переправился через Свирь на понтонах. Вёл бои за укреплённый узел обороны в населённом пункте Карельский, затем штурмовал укреплённый район в Самбатуксе, вдоль дороги наступал на Сортавалу, затем некоторое время находился во втором эшелоне.
В августе 1944 года выведен из состава дивизии, спешно переброшен в Псков, откуда пошёл в наступление в общем направлении на Ригу.
После взятия Риги через два-три дня переправился через Даугаву и до февраля 1945 года вёл бои с Курляндской группировкой противника.
В конце февраля 1945 года отправлен в Осиповичи, в боевых действиях больше участия не принимал.

## Укомплектованность
Полк был укомплектован по штату № 010/484 1943 года
- Личного состава — 225
- СУ–76М — 21
- БА–64 — 1
- Автомашин ЗИС-5 — 20.
- ГАЗ–АА — 20
- Ремонтная летучка ГАЗ-М — 1.
- Походная зарядная станция — 1.
- Водомаслогрейка — 2.
- Автокухня — 2.
- Додж — 1.
- Виллис — 1.
- Тракторы — 2.
- Мотоциклы — 5.
- Бензовоз — 1.

## Подчинение
| Дата            | Фронт (округ)                      | Армия                  | Корпус                             | Дивизия                             | Бригада | Примечания |
| --------------- | ---------------------------------- | ---------------------- | ---------------------------------- | ----------------------------------- | ------- | ---------- |
| 01.02.1944 года | Московский военный округ           | -                      | -                                  | -                                   | -       | -          |
| 01.03.1944 года | Московский военный округ           | -                      | -                                  | -                                   | -       | -          |
| 01.04.1944 года | Московский военный округ           | -                      | -                                  | 98-я гвардейская стрелковая дивизия | -       | -          |
| 01.05.1944 года | Московский военный округ           | -                      | -                                  | 98-я гвардейская стрелковая дивизия | -       | -          |
| 01.06.1944 года | Московский военный округ           | -                      | -                                  | 98-я гвардейская стрелковая дивизия | -       | -          |
| 01.07.1944 года | Карельский фронт                   | 7-я армия              | 37-й гвардейский стрелковый корпус | 98-я гвардейская стрелковая дивизия | -       | -          |
| 01.08.1944 года | Карельский фронт                   | 7-я армия              | 37-й гвардейский стрелковый корпус | 98-я гвардейская стрелковая дивизия | -       | -          |
| 01.09.1944 года | 3-й Прибалтийский фронт            | 1-я ударная армия      | -                                  | -                                   | -       | -          |
| 01.10.1944 года | 3-й Прибалтийский фронт            | 61-я армия             | -                                  | -                                   | -       | -          |
| 01.11.1944 года | 2-й Прибалтийский фронт            | 10-я гвардейская армия | -                                  | -                                   | -       | -          |
| 01.12.1944 года | 2-й Прибалтийский фронт            | 10-я гвардейская армия | -                                  | -                                   | -       | -          |
| 01.01.1945 года | 2-й Прибалтийский фронт            | 10-я гвардейская армия | -                                  | -                                   | -       | -          |
| 01.02.1945 года | 2-й Прибалтийский фронт            | 10-я гвардейская армия | -                                  | -                                   | -       | -          |
| 01.03.1945 года | Белорусско-Литовский военный округ | -                      | -                                  | -                                   | -       | -          |
| 01.04.1945 года | Белорусско-Литовский военный округ | -                      | -                                  | -                                   | -       | -          |
| 01.05.1945 года | Белорусско-Литовский военный округ | -                      | -                                  | -                                   | -       | -          |

## Командиры
- Фёдор Иванович Лобынцев, подполковник

## Награды и наименования
| Награда              | Дата       | За что получена |
| -------------------- | ---------- | --- |
| «Рижский»            | 31.10.1944 | за отличие в боях за овладение городом Рига |
| Орден Красной Звезды | 31.10.1944 | образцовое выполнение заданий командования в боях с немецкими захватчиками, за овладение городом Валга и проявленные при этом доблесть и мужество |